# Waterloo (singolo ABBA)
Waterloo è un singolo del gruppo musicale svedese ABBA, il primo estratto dall'album omonimo, nonché il primo in cui il gruppo è accreditato con il nome "ABBA".

## Descrizione
Con questa canzone la band svedese si aggiudicò l'Eurovision Song Contest 1974, segnando il passo per una carriera sfolgorante. Nel 2005 fu decretata la migliore canzone partecipante alla competizione canora europea.
Waterloo fu inizialmente scritta in prospettiva dell'Eurovision Song Contest del 1974, dopo che Ring Ring si era classificata terza nelle eliminatorie per rappresentare la Svezia nel concorso dell'anno precedente. Dal momento che la canzone si concentrava sulle due cantanti Agnetha e Frida, Bjorn e Benny la preferirono ad un altro loro brano, Hasta Mañana. La melodia si caratterizza per una base con ritmiche tipicamente jazz e rock, una scelta che sarà scartata in futuro a favore di un orientamento più pop.
La scelta si rivelò senza dubbio azzeccata, superando facilmente le qualificazioni in patria e piazzandosi alla vetta della classifica dell'Eurofestival, staccando di sei punti la seconda (Sì, interpretata da Gigliola Cinquetti per l'Italia).
Il testo della canzone racconta di una ragazza che si "arrende", allo stesso modo di Napoleone, ad amare un ragazzo; sebbene Napoleone, tecnicamente, si arrese a Rochefort, gli ABBA hanno utilizzato la città della più nota sconfitta di Napoleone.

## Successo commerciale
Grazie a Waterloo il fenomeno ABBA ebbe la via spianata per un successo mondiale (che li consacrerà come il gruppo più popolare al mondo dopo i Beatles). Incredibilmente per una canzone vincitrice dell'Eurofestival, il 45 giri riuscì a penetrare in Top 10 anche negli Stati Uniti e in Canada. In Europa spopolò quasi ovunque: a maggio il singolo balzò alla vetta della classifica in Regno Unito (per due settimane), Belgio, Finlandia, Irlanda, Norvegia, Svizzera e Germania Ovest (ma anche in Sud Africa); arrivò seconda in Austria, Paesi Bassi e pure in Zimbabwe; si piazzò terza in Francia, Spagna e Svezia e anche in Canada e Nuova Zelanda; in Australia si arrestò al quarto posto. In Italia il singolo non superò la quindicesima posizione, prefigurando in un certo senso quello che sarebbe stato il destino del gruppo nella penisola.
L'omonimo album non replicò il successo del singolo. Per quanto prima di tornare in vetta alle classifiche gli ABBA dovranno aspettare quasi un anno e mezzo, il manager Anderson era convinto che il gruppo non sarebbe stato una delle tante one-hit wonder tipiche degli anni settanta.

## Utilizzo del brano
La canzone è stata usata o reinterpretata in vari film, spettacoli televisivi e teatrali. Tra i più noti:
- Nel film ABBA spettacolo (1977)
- Nel film Le nozze di Muriel (1994)
- Nella serie televisiva I Simpson, episodio Mamma Simpson (stagione 7, 1996)
- Nel musical Mamma Mia! (1999)
- Nel film Mamma mia! (2008)
- Nella serie televisiva Community, episodio Epidemiologia (stagione 2, 2010)
- Nel film Sopravvissuto - The Martian (2015)
- Nel film Mamma Mia! Ci risiamo (2018) interpretata da Hugh Skinner e Lily James.

La canzone è stata utilizzata inoltre, in due occasioni particolari: la prima il 12 dicembre 2006, quando la NASA, durante la missione STS-116, festeggiò Christer Fuglesang per essere diventato il primo astronauta svedese. Un secondo episodio particolare è avvenuto nel marzo 2010, dopo il passaggio della legge Obamacare, definita dal senatore repubblicano "la Waterloo di Obama", la pagina Facebook del senatore venne inondata da condivisioni del video YouTube di questo brano.